# Potencial zeta

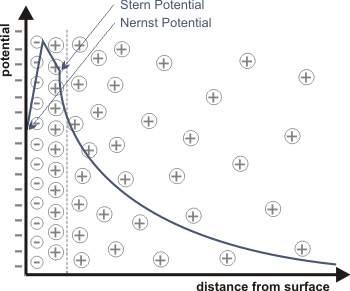
Descripción del potencial zeta.

El potencial zeta describe la intensidad del campo eléctrico estático de la capa doble en el límite entre el grano y el fluido (plano de corte). Es utilizado para evaluar nanoparticulas
Una expresión del mismo obtenida por ajuste de datos por Pride y Morgan para concentraciones de sales menores a 0.5 mol/litro es:
{\displaystyle \zeta =0.008+0.026log_{10}(C)}
Siendo {\displaystyle C} la concentración de sales del electrolito en mol/litro, y {\displaystyle \zeta } el potencial zeta en volts.
- Datos: Q196823
- Multimedia: Zeta potential / Q196823